# ČSOB
A ČSOB a rövidítése egy kereskedelmi banknak, amely Szlovákiában Československá obchodná banka, a. s.,  Csehországban Československá obchodní banka, a. s. néven működik. Teljes neve magyarul Csehszlovák Kereskedelmi Bank.   A bank a belga KBC Group csoport tagja, akárcsak a magyarországi Kereskedelmi és Hitelbank (K&H Bank). Főleg pénzügyi szolgáltatásokat nyújt magánszemélyek és vállalkozások részére.

## Csehországban
Mintegy 210 fiókja van.

## Szlovákiában
78 fiókja és mintegy 200 ezer ügyfele van.

## Banképületek galériája

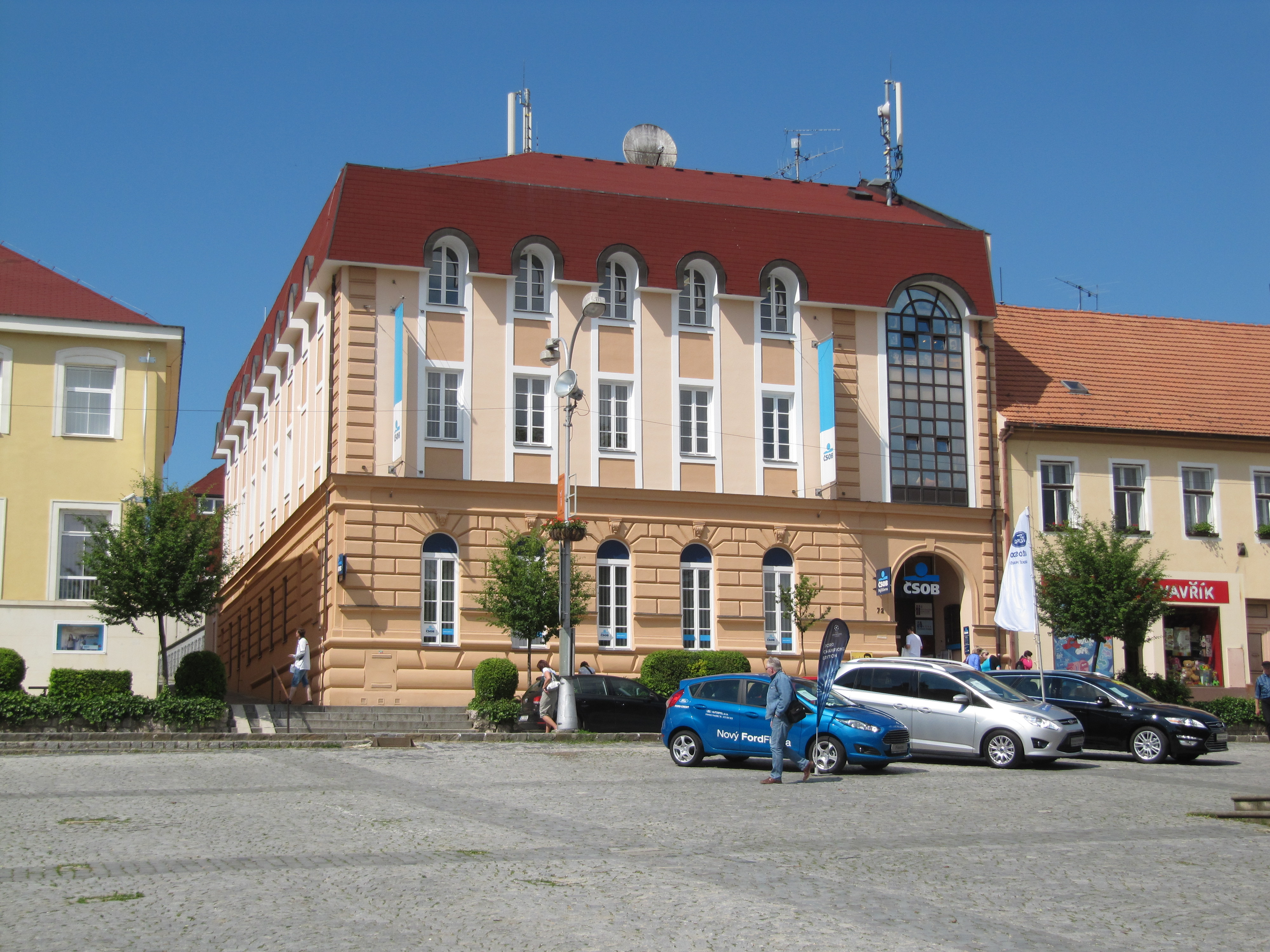
Bankfiók Magyarbródban
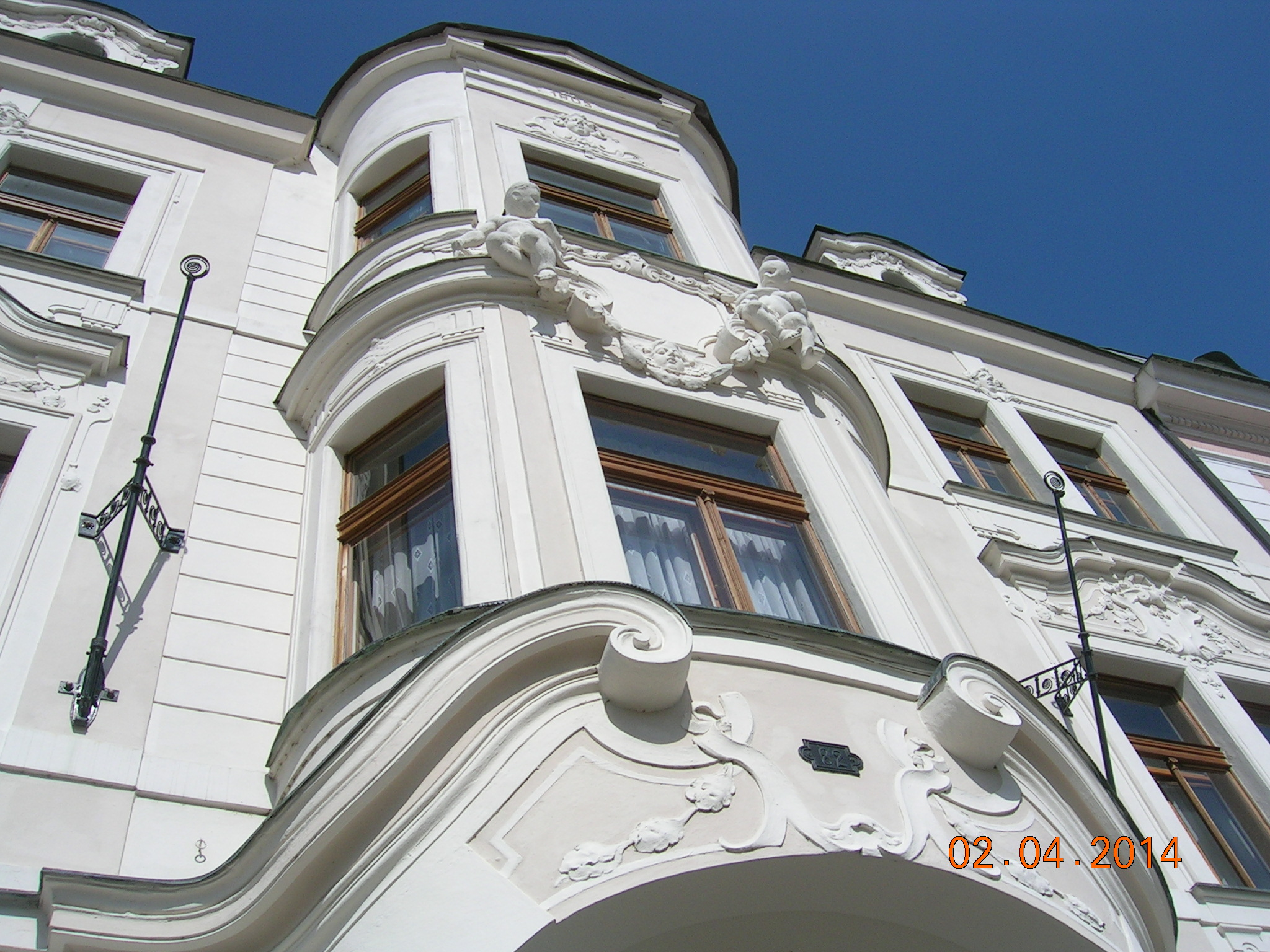
Bankfiók Berkiben
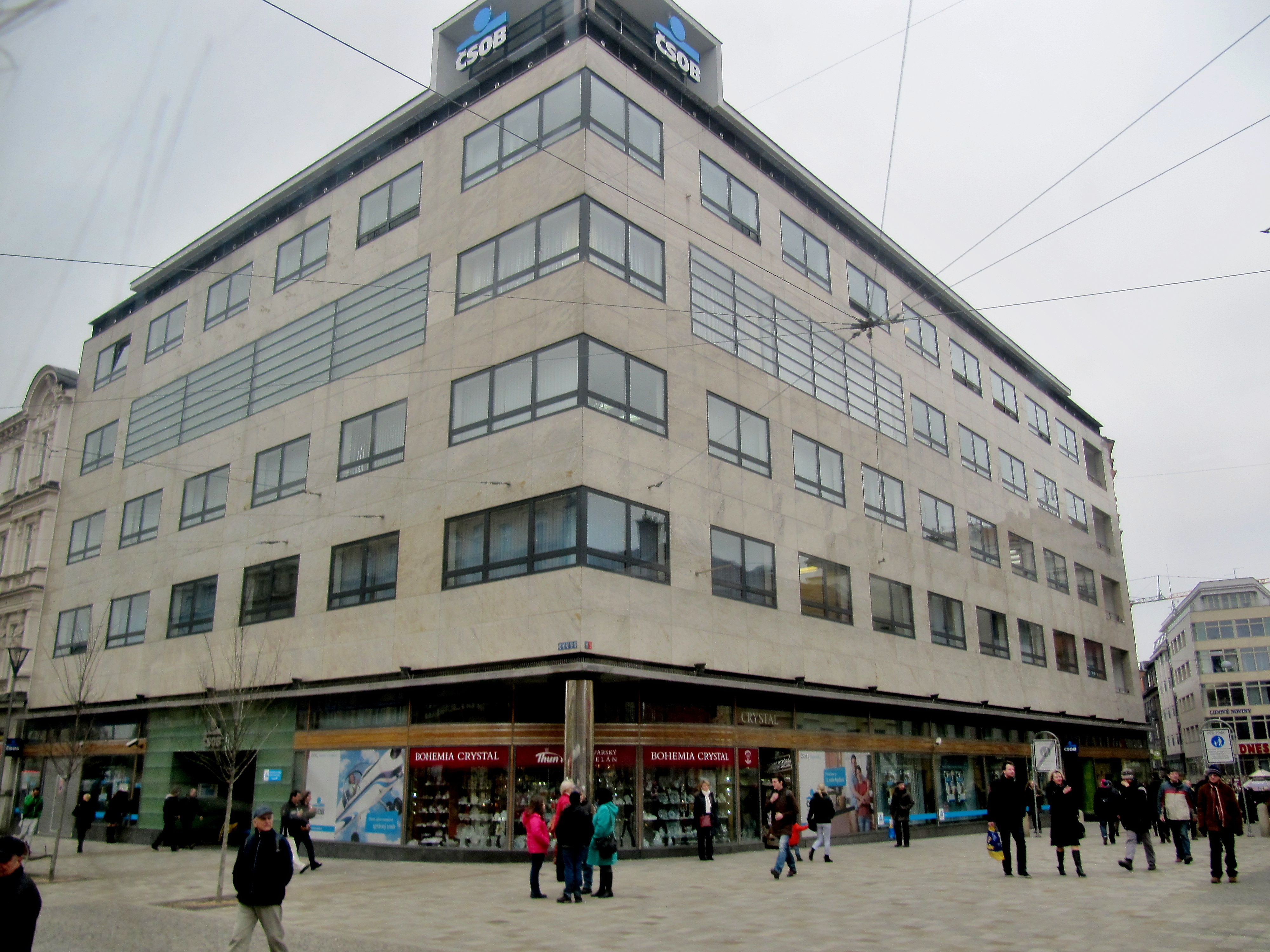
Bankfiók Brünnben
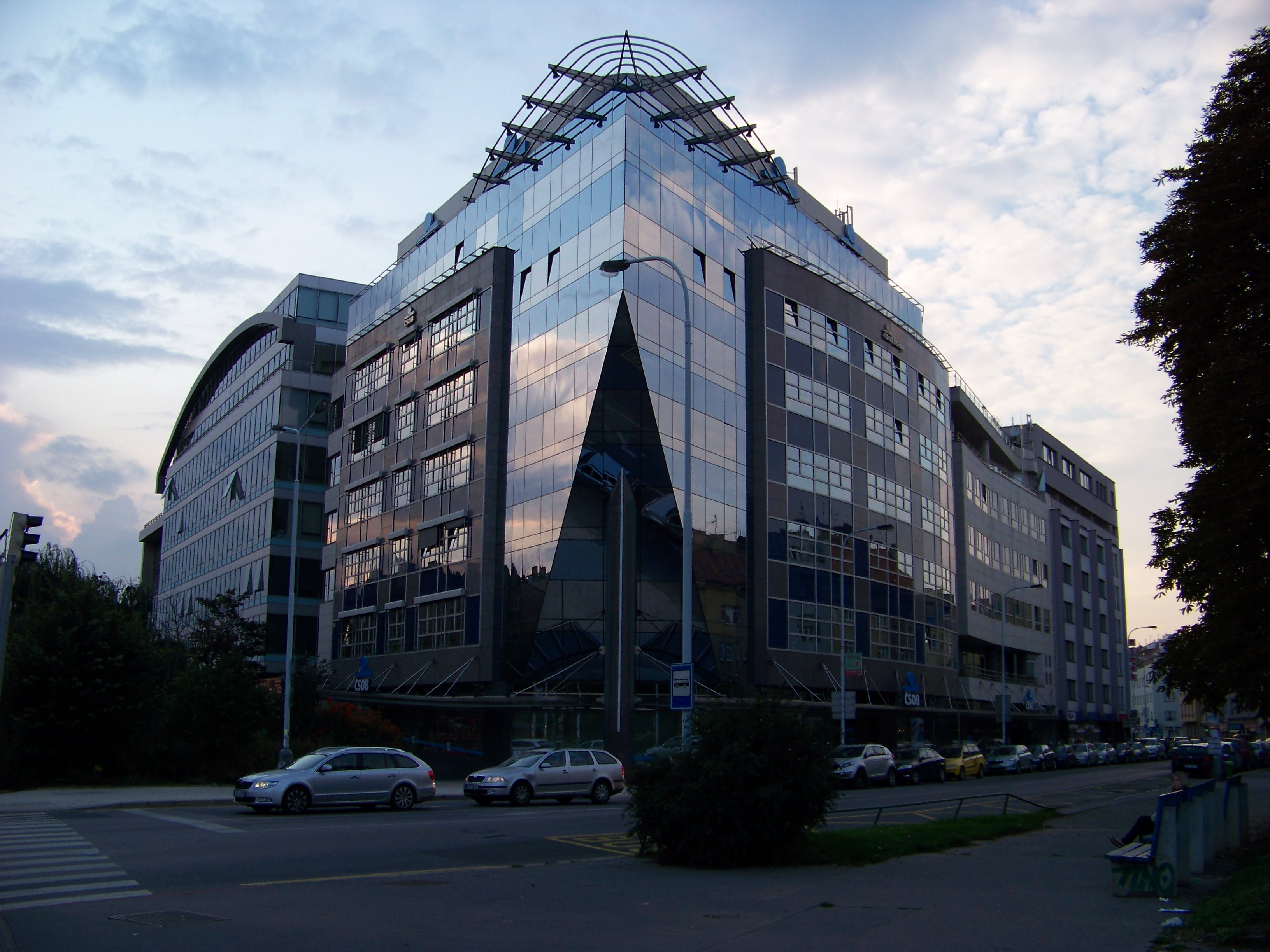
Bankfiók Prága Pankrác nevű negyedében
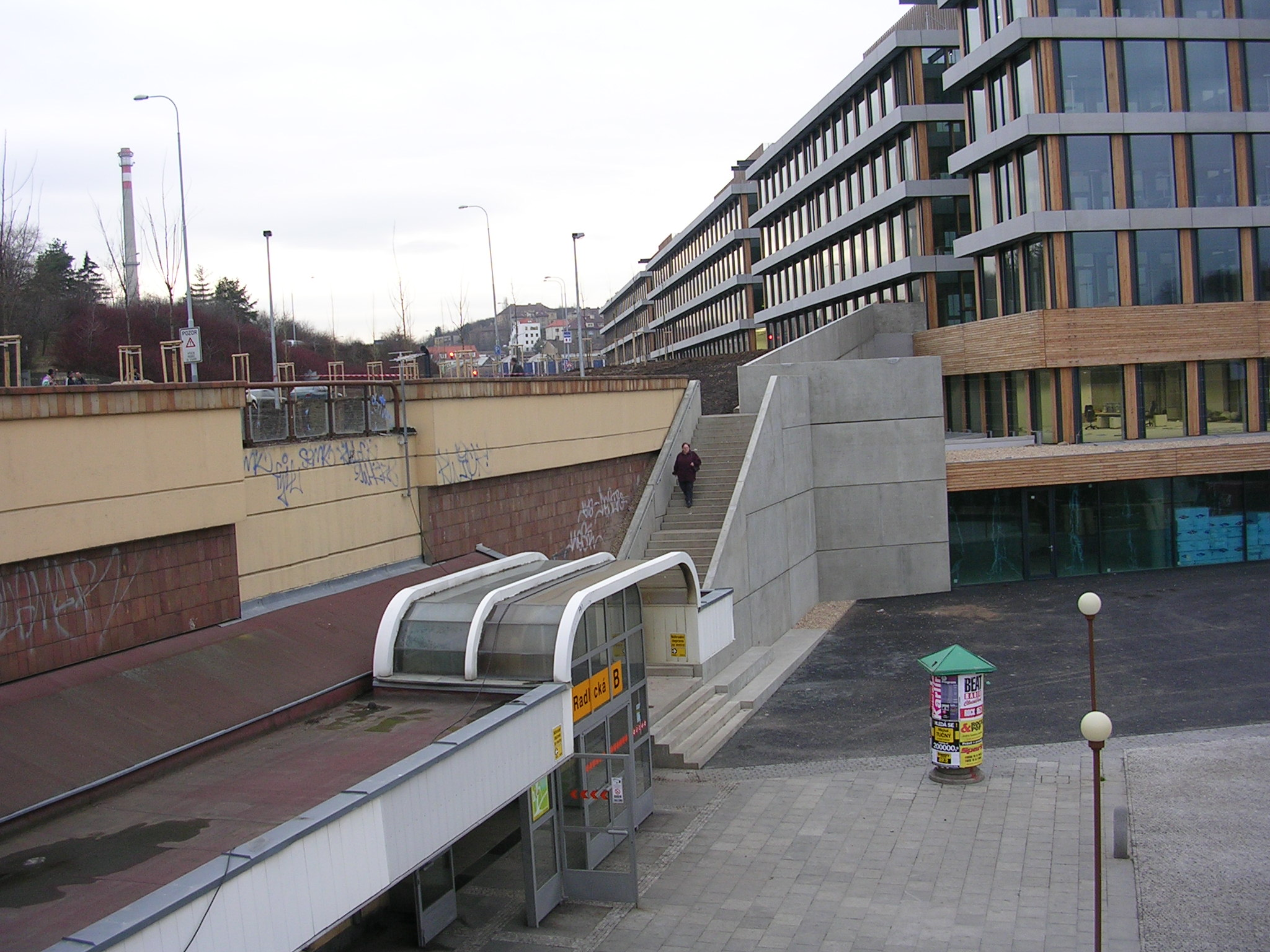
Bankfiók Prága Radlice nevű negyedében
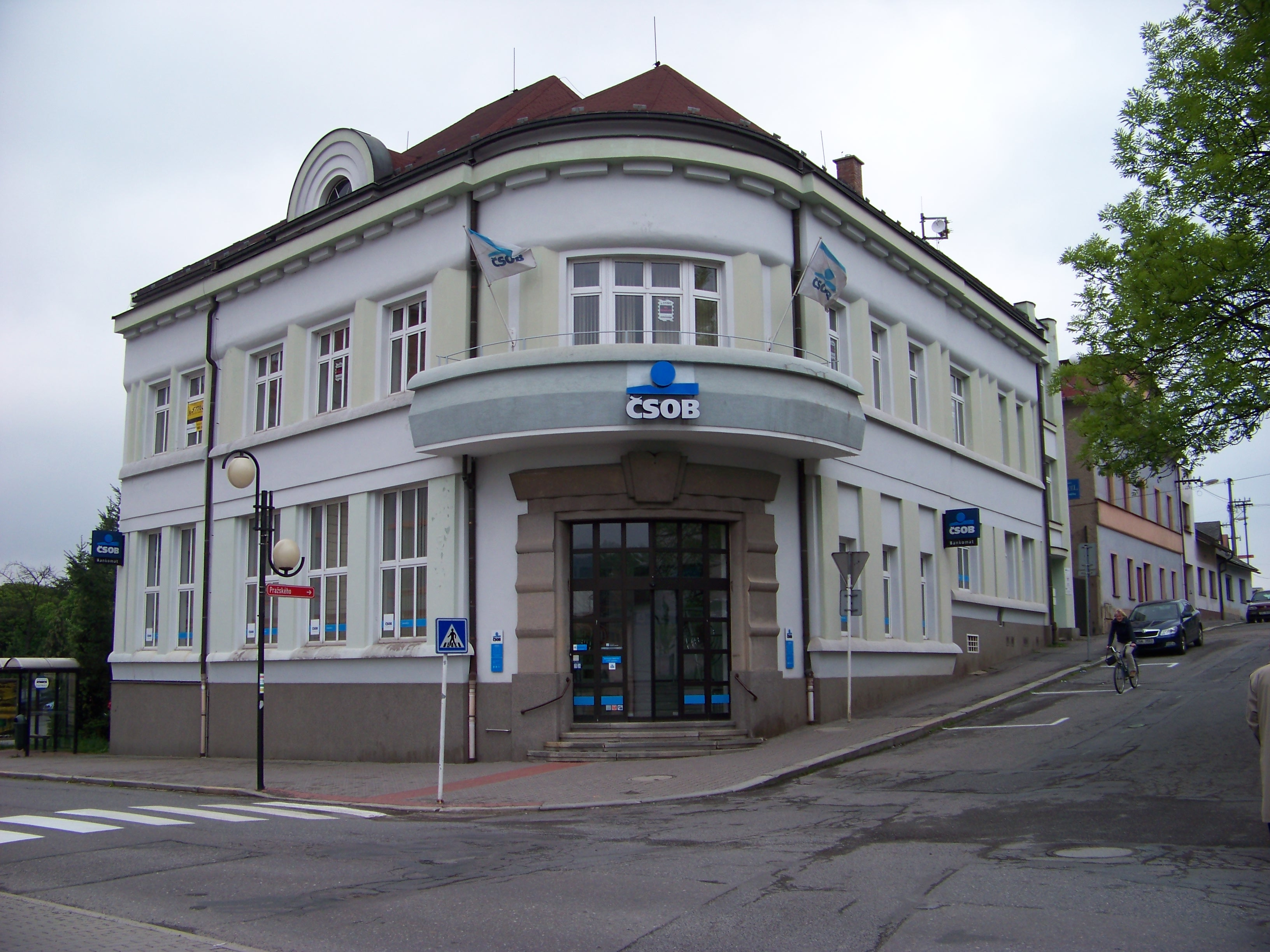
Bankfiók, Česká Třebová
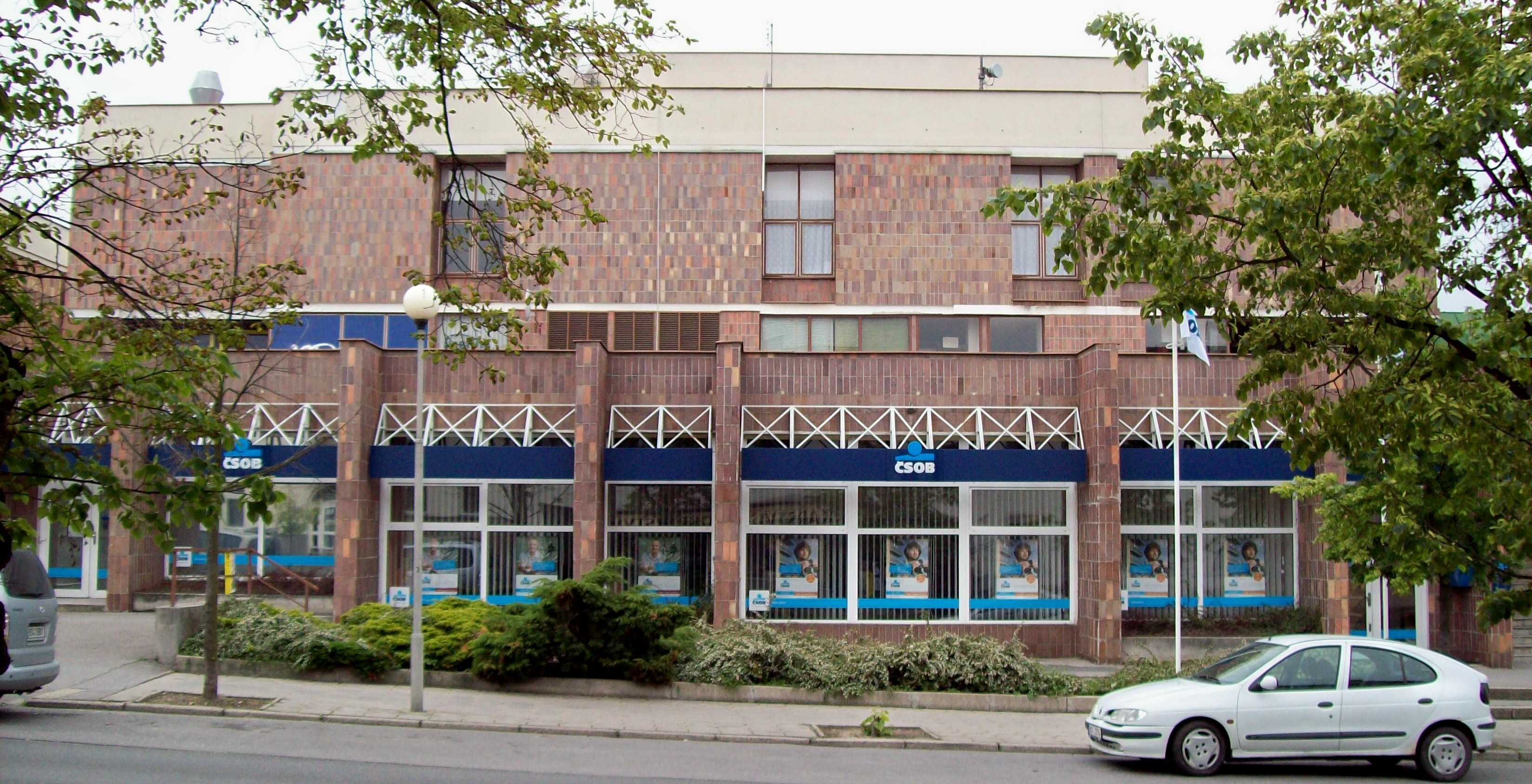
Mělník
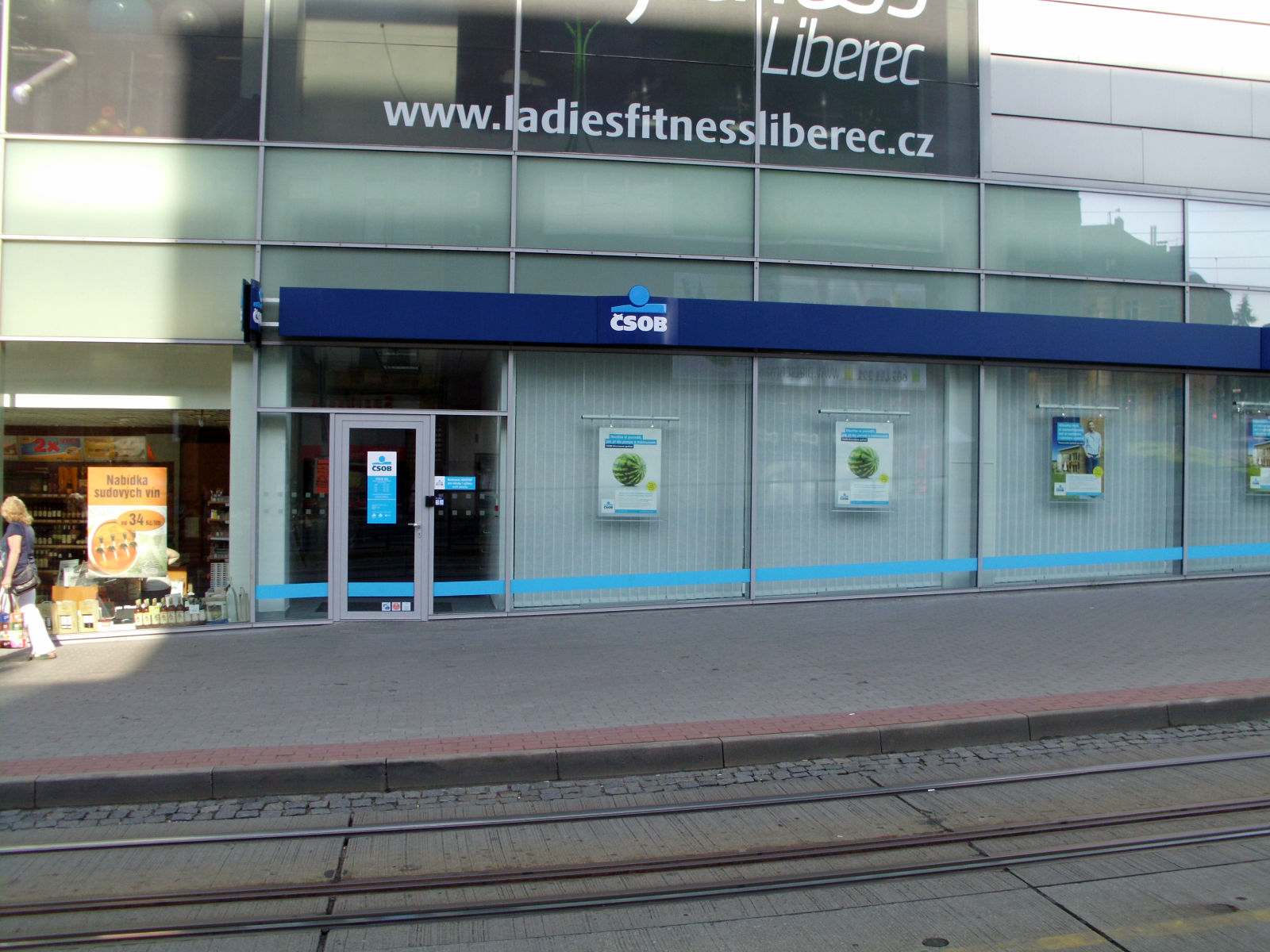
Liberec
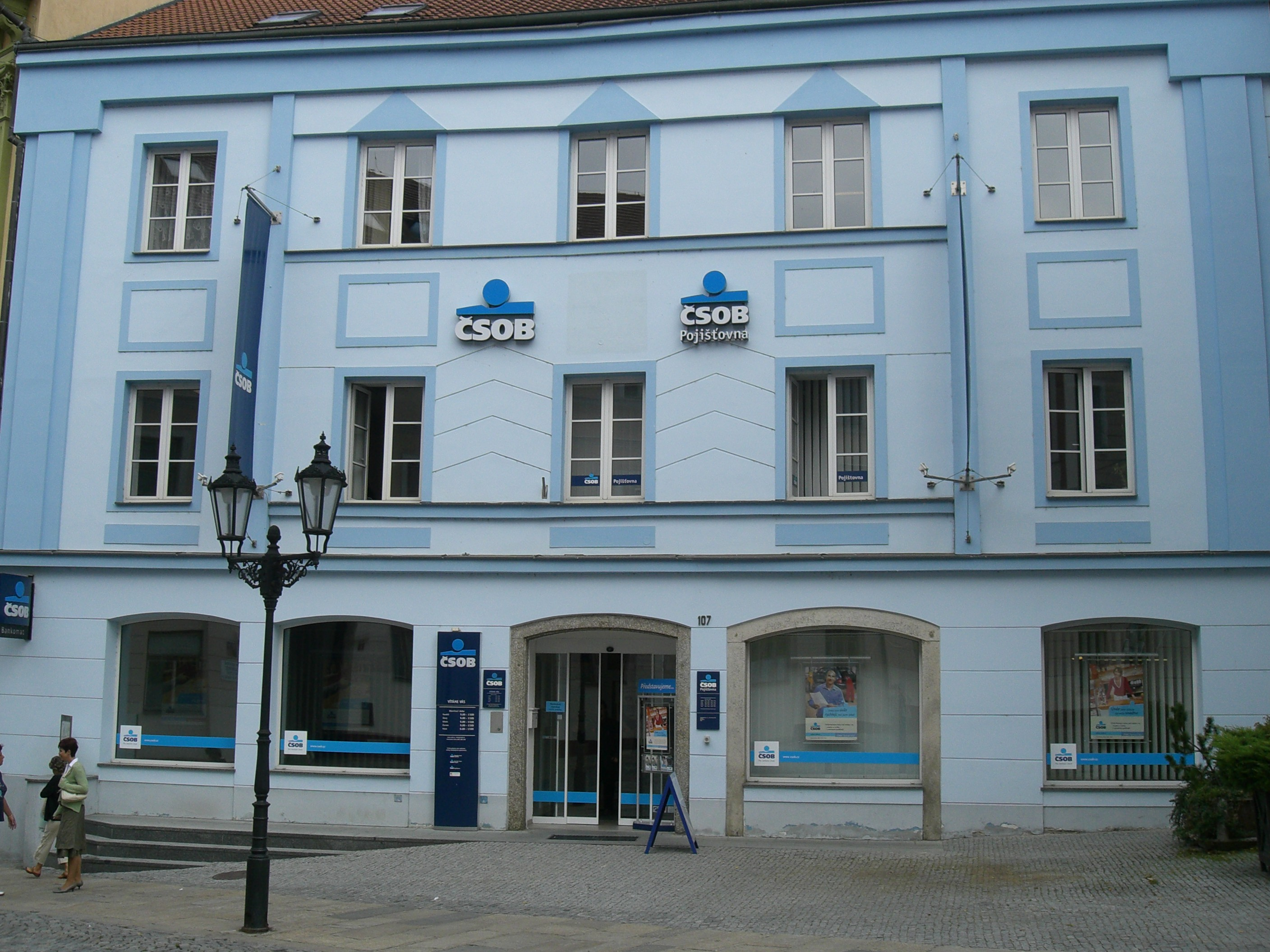
Písek
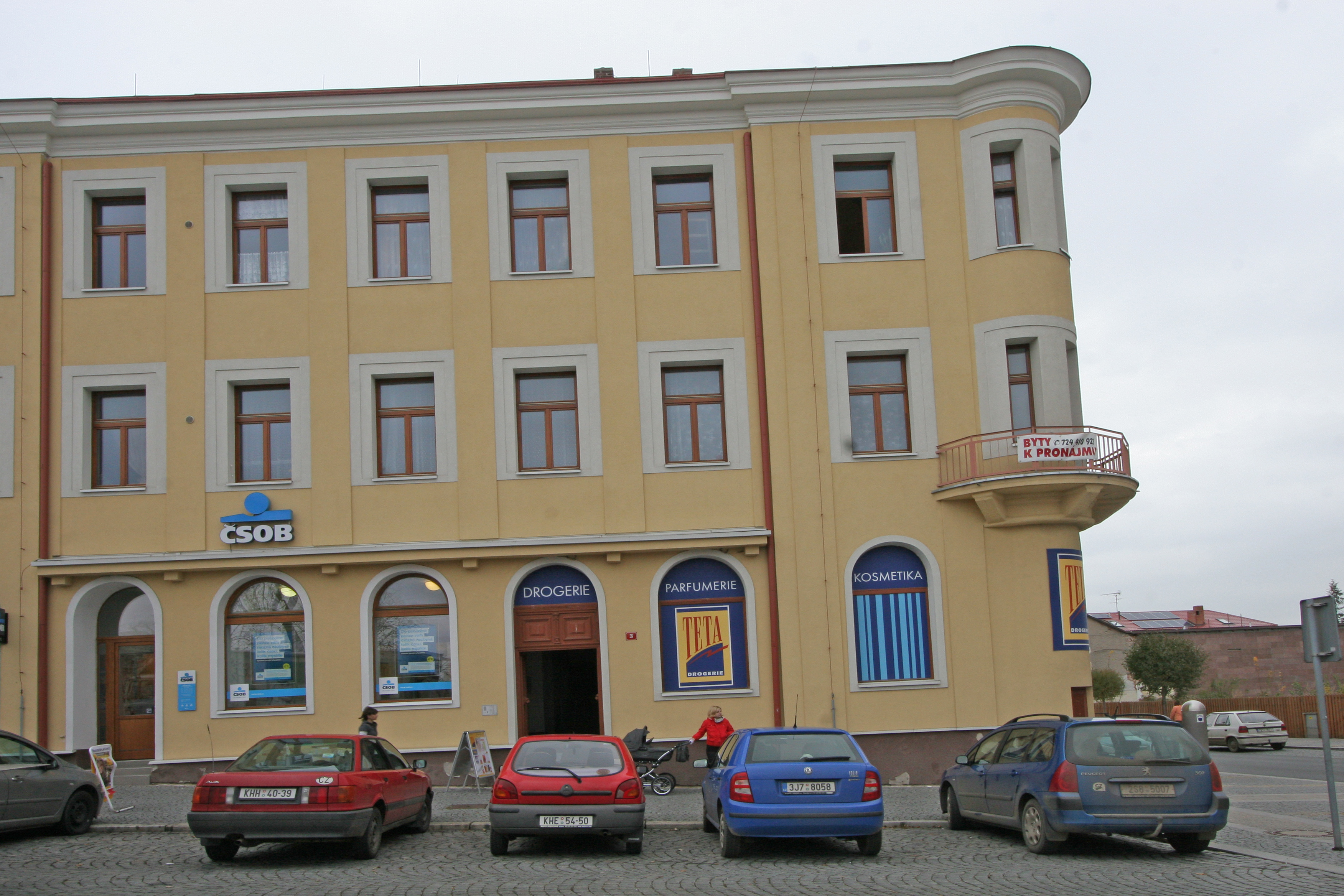
Čáslav
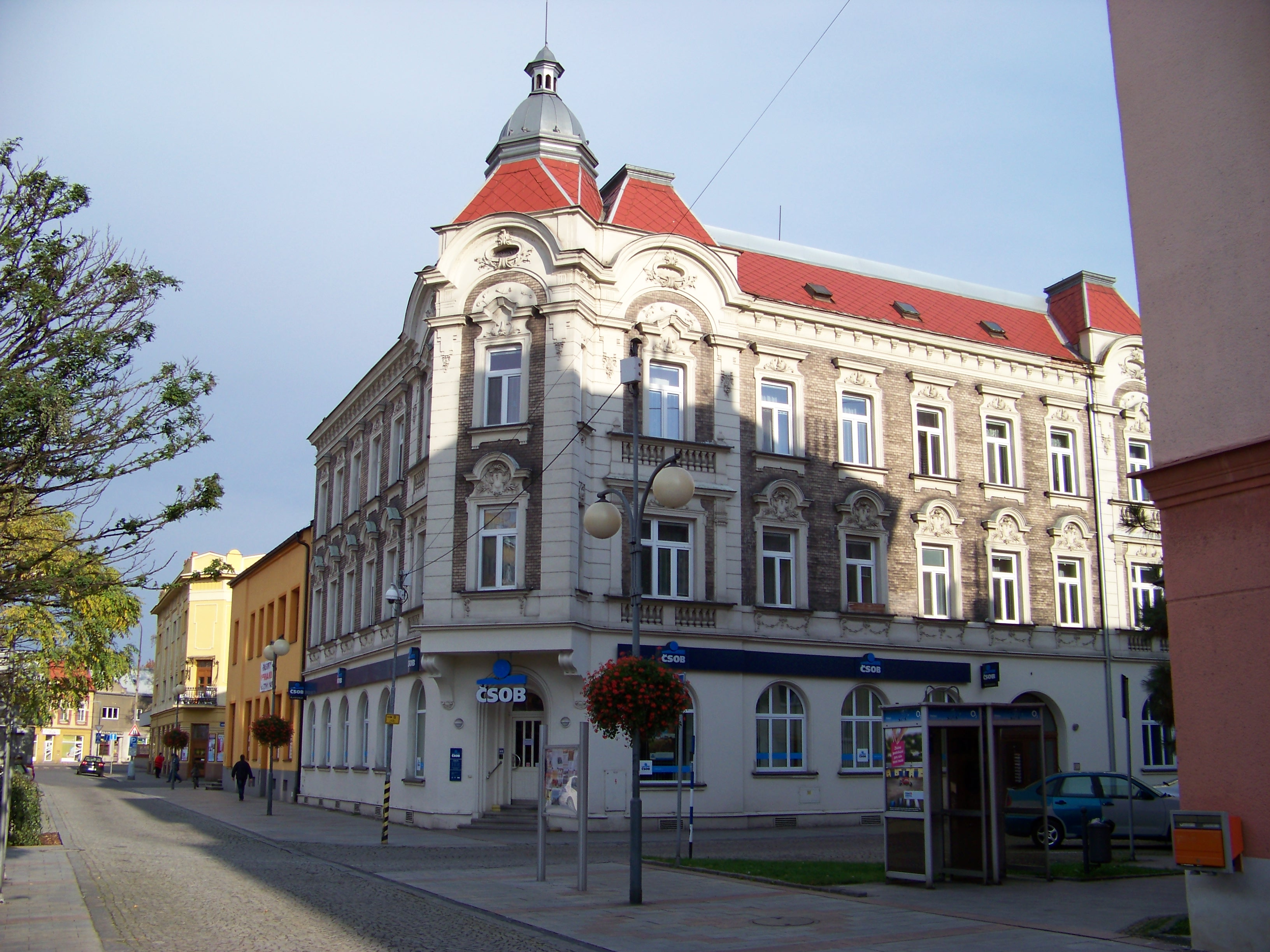
Bohumín-Nový Bohumín